# Lower Sapey
Lower Sapey – wieś w Anglii, w hrabstwie Worcestershire, w dystrykcie Malvern Hills. Leży 18 km na północny zachód od miasta Worcester i 181 km na północny zachód od Londynu.